# سیک کداح
سیک کداح (به لاتین: Sik, Kedah) یک ناحیه در مالزی است که در کداح واقع شده‌است.